# Фабиан Хамбюхен
Фабиан Хамбюхен (на немски: Fabian Hambüchen, роден на 25 октомври 1987 г. в Бергиш Гладбах) е германски гимнастик. Живее във Вецлар.
Хамбюхен е най-младият германски състезател на Лятната олимпиада през 2004 г. в Атина, където завършва 7-и на висилка и 8-и в отборното класиране. В своята кариера е печелил 7 медала от световни шампионати и 11 от европейски първенства. На Лятната олимпиада в Пекин 2008 г. той печели бронз на висилка, а на олимпиадата в Лондон 2012 се класира на финал в многобоя, в отборното първенство и на висилка, където завоюва сребърен медал.
Обявен е за спортист на годината на Германия за 2007 г.
Хамбюхен е считан за един от потенциалните медалисти на висилка и в многобоя за Световното първенство по спортна гимнастика в Лондон през 2009 г., но поради контузия е принуден да се оттегли от състезанието. 
През януари 2011 г. Хамбюхен претърпява операция на ахилесовото сухожилие, след като получава контузия по време на тренировка. Това го възпрепятства от участие в Европейското първенство в Берлин през април, същата година. 
През 2013 г. Хамбюхен участва на европейското първенство в Москва, класира се на финала на висилка, но прави груба техническа грешка, която го лишава от медал. На Универсиадата в Казан същата година печели сребро в многобоя и на финала на земна гимнастика. На световното първенство в Антверпен 2013 става трети в многобоя и втори на висилка, отстъпвайки титлата, както и в Лондон 2012, на „Летящия холандец“ Епке Зондерланд.
Треньор на Фабиан Хамбюхен е неговият баща, Волфганг. 